# Goniocraspidum
Goniocraspidum är ett släkte av fjärilar. Goniocraspidum ingår i familjen nattflyn.
Kladogram enligt Catalogue of Life:
| Goniocraspidum | \| \| Goniocraspidum ennomoides \| \| \| \| \| \| Goniocraspidum pryeri \| \| \| \| |
|                | \| \| Goniocraspidum ennomoides \| \| \| \| \| \| Goniocraspidum pryeri \| \| \| \| |
|                | Goniocraspidum ennomoides                                                           |
|                |                                                                                     |
|                | Goniocraspidum pryeri                                                               |
|                |                                                                                     |